# Saison 1 de Dark Shadows
Cet article présente les cent trente-cinq épisodes de la première saison de la série télévisée Dark Shadows.

## Synopsis
L'orpheline Victoria Winters a été choisie pour servir de préceptrice au jeune David Collins dans la famille du même nom. Arrivée dans la ville de Collins Port par le train venant de New York, la jeune femme va peu à peu découvrir les sombres secrets de cette famille dont la puissance et l'hégémonie sur la petite ville sont autant d'apparences qui cachent un lourd secret. Un homme, Burke Devlin, lui aussi a un compte à régler avec les Collins. Décidé à se venger de ce qu'on lui a fait, il compte mettre à jour les secrets d'Elizabeth Collins Stoddard, la matriarche qui dirige de main de fer ses proches.

## Fiche technique de la saison
- Créateur : Dan Curtis
- Supervision de l'écriture : Art Wallace (épisodes 1 à 35)
- Réalisation : Lela Swift (épisodes 1 à 20, 24 à 28, 34 à 35) / John Sedwick (épisodes 21 à 23, 29 à 33)
- Assistant réalisation ; Jack Sullivan
- Producteur : Robert Costello
- Producteur exécutif : Dan Curtis
- Création des décors : Sy Thomashoff
- Création des costumes : Ramse Mostoller
- Directeur technique : J.J. Lupatkin, Bill Degenhardt
- Directeur de la lumière : Mel Handelsman
- Son : Frank Bailey, Tom McCue, Tony Amodeo
- Vidéo : Tom Pontorno, Michael Michaels
- Effets sonores : Ed Blainey
- Assistante du producteur : Gloria Banta
- Assistante de production : Harriet Rohr
- Directeur de production : Michael Brockman
- Maquillage : Vincent Loscalzo
- Coiffure : Irene Hamalain
- Musique composée par : Robert Cobert
- Supervision de la musique : Art De Cenzo
- Vêtements : Orhbach's
- Compagnie de production : Dan Curtis Productions Inc.
- Ratio : 1.37:1
- Langue : Anglais mono
- Négatif : Vidéo
- Couleur : Noir et blanc

## Distribution

### Acteurs principaux
- Joan Bennett : Elizabeth Collins Stoddard (épisodes 1 à 4, 6, 8 à 11, 13, 15 à 17, 19, 21, 23, 25 à 27, 29, 32 à 33)
- Mitchell Ryan : Burke Devlin (épisodes 1 à 3, 7, 10 à 11, 13 à 14, 16, 20 à 22, 24, 27 à 31, 33 à 35)
- Louis Edmonds : Roger Collins (épisodes 1 à 5, 7, 10, 12 à 13, 15, 17 à 18, 20, 22 à 23, 25 à 26, 28, 30 à 32)
- Alexandra Moltke : Victoria Winters (épisodes 1 à 9, 12 à 16, 18, 20 à 21, 23, 25 à 27, 29 à 31, 33 à 35)
- Kathryn Leigh Scott : Maggie Evans (épisodes 1, 3, 7, 12 à 13, 20, 22, 24, 28)
- Nancy Barrett : Carolyn Stoddard (épisodes 2 à 6, 8 à 12, 14, 16, 19, 21 à 22, 24, 27, 29, 33 à 35)
- Joel Crothers : Joe Haskell (épisodes 2, 3, 8, 14, 16, 19, 24, 33 à 35)
- David Henesy : David Collins (épisodes 4 à 6, 10, 14 à 15, 17 à 18, 23, 25 à 26, 28 à 31, 35)
- Mark Allen : Sam Evans (épisodes 5, 7, 11 à 12, 19 à 20, 22) puis David Ford : Sam Evans (épisode 35)

## Épisodes

### Épisodes 1 à 5
- États-Unis : 27 juin 1966 au 1er juillet 1966 sur ABC

- Elizabeth Wilson (Madame Hopewell)
- Jane Rose (Madame Mitchell)
- Conrad Bain (Monsieur Wells, l'employé de l'hôtel)
- Katherine Bruce (Sandy)
- Alfred Hinckley (le contrôleur du train)
- Joseph Julian (Wilbur Strake)
- Robert Viharo (Harry)
- Frank Schofield (Bill Malloy)

Sur le train qui la mène à la petite ville côtière de Collins Port dans le Maine, Victoria se remémore les événements : elle a reçu une lettre lui annonçant qu'elle avait un poste de gouvernante auprès de madame Elizabeth Collins Stoddard. Ces nouvelles lui sont annoncés par madame Hopewell, la directrice de son orphelinat. Mais pour quelle raison une femme dont elle ne connaît rien lui offre cet emploi. C'est pour le découvrir que la jeune femme se rend sur place. À la gare, elle fait la connaissance d'un certain Burke Devlin, un homme mystérieux qui lui propose de l'amener à l'hôtel de la ville d'où elle pourra prendre un taxi jusqu'à la propriété des Collins, le manoir de Collinwood.
Au restaurant de l'hôtel, Victoria rencontre la serveuse Maggie Evans qui lui raconte la légende de Josette Collins, une femme qui s'est suicidée en sautant de la falaise près du Manoir. Elle essaye de décourager Victoria d'accepter le poste. Au Blue Whale, la taverne de la ville, Devlin a rendez-vous avec le détective privé Wilbur Strake qu'il a engagé pour connaître tous les secrets de la famille Collins. Ce dernier lui annonce que la châtelaine, Elizabeth n'est jamais sorti du domaine depuis dix-huit ans. Cela intrigue Devlin qui veut en savoir plus. À Collinwood, Roger Collins et sa sœur Elizabeth se disputent sur le fait qu'elle a engagé Victoria pour venir travailler au domaine. L'homme craint que cela provoque plus de problèmes qu'autre chose. Victoria se présente au manoir de Collinwood. Elle est introduite par Elizabeth.
Elizabeth reçoit Victoria et l'informe qu'elle va devenir la préceptrice du fils de son frère Roger, le jeune David. La jeune femme découvre le manoir et le portrait de son créateur, Jeremiah Collins, l'arrière-grand-père d'Elizabeth. Pendant ce temps au Blue Whale, Carolyn Stoddard, la fille d'Elizabeth manque de provoquer une bagarre entre son fiancé Joe Haskell et un homme qui désirait danser avec elle. Alors que le tavernier appelle le shérif, Devlin s'interpose et ordonne à la jeune femme et à son fiancé de quitter les lieux. Au manoir, Victoria prend du recul et essaye d'avoir de plus amples informations sur la famille mais Elizabeth reste très mystérieuse. Carolyn rentre plus tôt que prévu en larmes et déçue. Sa mère inquiète pour elle lui demande de faire des efforts mais la jeune femme ne veut plus être étouffée par sa famille et par Joe que sa mère a choisi pour devenir le mari de sa fille.
Alors qu'elle se promène près de la falaise, Victoria fait enfin la connaissance de Roger. Alors qu'ils discutent, elle lui raconte qu'elle a fait la connaissance d'un homme qui connaît le connaît parfaitement : Burke Devlin. À l'appel de son nom, Roger devient blême et s'énerve. Il empoigne violemment Victoria et s'enfuit. De retour au manoir, Victoria entend Elizabeth jouer du piano qui s'arrête en pleurant.
Roger est allé voir le père de Maggie Evans. Alors qu'il frappe à la porte, personne ne répond. Il part voir Maggie au restaurant de l'hôtel et demande à la jeune femme de lui parler au plus vite. Au Blue Whale, Devlin essaye de convaincre Joe de lui donner des informations importantes ou non sur la famille Collins en échange d'argent. Au manoir, Carolyn sympathise avec Victoria et lui fait visiter le domaine. Alors que les deux femmes sont dans le salon, l'une des portes s'ouvre alors que personne n'est présent. Victoria veut en savoir plus sur Burke Devlin mais Carolyn lui répond qu'elle ne le connaît pas. En revenant dans la chambre de Victoria, les amies découvrent que la lettre écrite par Victoria se retrouve sur le lit. Carolyn lui conseille de fermer sa porte à clé et de dormir.
Au restaurant de l'hôtel, alors que Roger discute tranquillement avec Maggie, Bill Malloy, le gérant de la conserverie de pêche des Collins interpelle Roger et l'informe de la présence de Burke Devlin. D'après la conversation, Devlin est de retour après avoir purgé une peine de prison de dix ans mais Roger lui répond qu'il n'est pas responsable des allées et venues des habitants de la ville même des plus anciens. Malloy va retrouver Joe au Blue Whale et lui demande de partir. Devlin menace Malloy qu'il fera tout son possible pour faire payer aux Collins les dix années perdues en prison. Il sait que cette famille cache d'horribles secrets et qu'il compte bien les montrer au grand jour.
Alors que Victoria essaye de s'assoupir, elle entend des pas dans le couloir. Roger tente d'entrer dans sa chambre mais est interrompu par Elizabeth qui le somme de se rendre dans le salon. Les deux ont une explication des plus vives : Roger tentait de parler à la jeune femme pour avoir des informations sur Burke Devlin. Elizabeth le menace de quitter Collinwood s'il continue de se comporter avec autant de violence. Carolyn qui écoutait derrière la porte veut savoir pour quelle raison son oncle a aussi peur de Devlin mais elle ne reçoit aucune réponse à ses demandes. Afin de dissiper tout malentendu sur la venue de Devlin, Roger demande à sa nièce de faire descendre Victoria afin d'avoir une conversation sur les vraies intentions de l'homme.
La conversation se transforme en véritable interrogatoire. Victoria tendue et furieuse décide qu'elle partira le lendemain après s'être reposée. Alors qu'elle dort, elle entend des sanglots qui semblent provenir du salon de rez-de-chaussée. Elle s'y rend et tape à la porte. C'est à ce moment que les pleurs cessent. En voulant retourner à sa chambre, un enfant en robe de chambre descend de l'escalier. Il lui dit qu'il la déteste.
Alors qu'elles prennent le petit-déjeuner, Carolyn et Victoria discutent de leurs familles respectives. Victoria avoue à Carolyn qu'elle n'est pas venue par hasard à Collins Port. Laissée à l'orphelinat par sa véritable mère il y a dix-huit ans avec un mot écrit << Elle s'appelle Victoria, je ne peux pas m'occuper d'elle >>, un montant lui était versé chaque mois jusqu'à sa majorité. Le seul indice qu'elle avait était le tampon de la poste, envoyé de Bangor, à quelques kilomètres de Collins Port. Malgré cet infime indice, c'est cela qui l'a décidée à accepter l'offre de venir travailler à Collinwood. Alors que Victoria sort et se rend à Widow's Hill, le jeune David pénètre dans sa chambre et fait lui-même les valises de la jeune femme.

### Épisodes 6 à 10
- États-Unis : 4 juillet 1966 au 8 juillet 1966 sur ABC

- George Mitchell (Matthew Morgan)
- Elizabeth Wilson (Madame Hopewell)
- Frank Schofield (Bill Malloy)

Lassée d'attendre David pour ses leçons, Victoria le recherche dans la cave du manoir. Un homme à l'air inquiétant l'interpelle alors qu'elle fouille les lieux. Il la prend par le bras et lui demande ce qu'elle fait là à fouiller. Elizabeth intervient et l'arrête. L'individu qui se nomme Matthew Morgan est l'homme à tout faire et répond qu'il a entendu des bruits alors qu'il nettoyait la cheminée du salon. La châtelaine demande à Victoria de remonter car les lieux ne sont pas sûrs. Elle s'arrange pour fermer à double tour ce qui semble être un entrepôt de stockage. Elle trouve David caché derrière une caisse.
L'enfant s'est mis dans la tête que tant que Victoria sera présente, sa mère ne reviendra pas. Elizabeth lui demande d'être gentil et patient avec la jeune femme. Pendant ce temps, Victoria fait la paix avec Matthew Morgan. L'homme est très dévoué à Mme Stoddard depuis dix-huit ans. Après le renvoi de tout le personnel, des valets au chauffeur en passant par le jardinier, il a été le seul à s'occuper du domaine. La dame pour lui en être reconnaissant lui a offert une maison ainsi qu'un travail plus digne que celui qu'il avait à la conserverie de la ville. Mme Stoddard revient et a une discussion avec Victoria. Cette dernière est persuadée qu'il existe un lien entre les virements d'argent et le départ du mari d'Elizabeth. La discussion tourne court et la châtelaine part excédée. Victoria prend les clefs de voiture de Carolyn pour se rendre à Collins Port.
Sam Evans reçoit la visite de Roger Collins. Ce dernier craint pour sa vie car il pense que Burke Devlin est revenu en ville pour se venger de lui et de ses proches. Devlin qui prend son petit-déjeuner à l'hôtel est servi par Maggie, qui le connaissait étant plus jeune. Au même moment, Victoria arrive pour faire de la monnaie car elle a décidé d'appeler Madame Hopewell à New York. Burke l'invite à prendre un café. L'homme en profite pour connaître la jeune femme et ce qui l'amène à Collins Port. Elle lui répond qu'elle a juste été engagée pour s'occuper d'un enfant de neuf ans et que le salaire était sa principale motivation.
Roger passe à l'hôtel et rencontre Maggie qui lui indique que Victoria déjeuner avec Burke. L'homme prend peur et part. Pendant ce temps, Victoria laisse Burke partir voir Sam. Devlin débarque sans prévenir chez le peintre. Sam a un comportement bizarre qui intrigue Burke. Il lui demande de revenir plus tard. Sam se remet à boire.
Victoria a finalement au téléphone Madame Hopewell qui lui confirme qu'elle ne l'a jamais recommandée pour le poste de préceptrice et que personne à l'orphelinat ne l'a fait non plus. Personne ne connaît la famille Collins, ni Elizabeth, ni Roger. Au manoir, Joe annonce une nouvelle enthousiasmante : il a été promu et ne travaillera plus comme simple pêcheur mais comme cadre de la direction de la conserverie. Il demande en mariage Carolyn mais une fois de plus, elle refuse. Lorsque cette dernière informe sa mère que Victoria s'est rendue en ville car elle n'avait pas été convaincue par ses informations, elle se demande si elle ne devrait pas la laisser partir. Mais Carolyn lui avoue que depuis qu'elle est présente au domaine, elle se sent mieux et est heureuse.
Victoria de retour au manoir a une discussion avec Elizabeth qui lui demande de ne plus poser de questions et de remettre en cause tout ce qu'elle a fait pour elle depuis le début. A New York, Madame Hopewell envoie un télégramme à Collins Port : elle a reçu la visite d'un détective privé, Wilbur Strake qui voulait de plus amples informations sur Victoria et ses liens avec la famille Collins.
Sous le faux motif de faire signer des papiers, Bill Malloy rend visite à Elizabeth à Collinwood afin de la prévenir des manipulations de Devlin. En effet, ce dernier a le projet de racheter la conserverie ainsi que les autres commerces des Collins à Collins Port. Condamné il y a dix pour meurtre, l'homme s'est enrichi et a une soif de revanche mais Malloy se pose une question légitime : a-t-il réellement tué à l'époque ? N'est-ce pas un homme innocent qui a été envoyé en prison et qui recherche aujourd'hui à se venger des Collins. Carolyn qui a tout entendu est curieuse au sujet de cet homme. Bill l'informe que c'est lui qui a empêché la bagarre au Blue Whale. La jeune femme est très anxieuse de le rencontrer car elle le trouve séduisant.
Elle va voir Victoria afin de savoir quel type d'homme il est. Elle décide donc d'aller en ville le voir, elle prend la lettre de Victoria comme prétexte pour le rencontrer à l'hôtel. Auparavant un événement étrange survient au manoir : la discussion de Malloy et Elizabeth est interrompue par un bruit à la porte. Lorsque la châtelaine va ouvrir, il n'y a personne et sa tasse préférée en porcelaine se brise toute seule.
Elizabeth interroge David sur les évènements survenus la veille. Elle est persuadée que le gamin a cassé volontairement sa tasse mais lorsque l'enfant lui jure que l'objet s'est brisé tout seul, elle ne le croit pas. Roger de retour de Collins Port informe sa sœur que Victoria a déjeuné avec Burke Devlin, la surprise est de taille. Alors que David est caché derrière un fauteuil, Roger parvient à faire admettre à sa sœur que la venue de Victoria à Collinwood n'est pas une coïncidence et qu'elle l'a engagée pour une raison connue d'elle seule. Roger confie à Elizabeth qu'il aimerait mettre dans une institution son fils car c'est le seul endroit où il pourrait évoluer en toute sécurité. L'enfant sort de sa cachette et menace le père de tout raconter sur la bagarre de son père et de sa mère des années auparavant : Burke Devlin était au cœur de leurs disputes.

### Épisodes 11 à 15
- États-Unis : 11 juillet 1966 au 15 juillet 1966 sur ABC

- Conrad Bain (Monsieur Wells, l'employé de l'hôtel)
- George Mitchell (Matthew Morgan)

Burke Devlin assure à Elizabeth que le passé est oublié et qu'aujourd'hui il est décidé à tourner la page. Il propose même à la dame de lui racheter Collinwood à un bon prix pour ses futures plans de carrière mais elle refuse sa proposition. A l'hôtel de Collins Port, Sam Evans débarque pour voir sa fille mais elle est absente. Monsieur Wells lui propose de prendre un café et de discuter mais l'homme encore sous l'emprise de la boisson n'en a pas envie. C'est alors que Wells lui apprend que Devlin a reçu la visite de Carolyn Stoddard et qu'ils sont repartis ensemble de façon très amicale. Il change d'avis et veut en savoir davantage.
Après un moment, Sam téléphone au manoir. Elizabeth répond à l'appel mais l'homme ne se présente pas et demande à parler à Roger. Lorsque Devlin interrompt la conversation, Sam entend au téléphone sa voix et raccroche. L'entretien entre Elizabeth et Devlin continue et finalement la châtelaine demande à Carolyn d'aller chercher son frère qui se trouve quelque part dans le manoir afin de se réunir. Carolyn accepte et va le chercher. Au premier étage, l'ombre d'une porte se ferme.
À Widow's Hill, Victoria et Roger se rencontrent. Elle lui raconte que Sam le cherchait et voulait lui parler. Roger de son côté est au courant du déjeuner qu'elle a eu avec Burke Devlin à l'hôtel. Il la met en garde sur l'homme qu'il considère comme très dangereux et voulant lui faire du tort. A l'hôtel, Sam annonce à sa fille Maggie qu'il a décidé de quitter Collins Port. Sa fille est bouleversée par cette nouvelle, elle qui s'est attachée à son père depuis la mort de sa mère. Les deux se quittent aussi rapidement.
Victoria n'est pas d'accord avec Roger car elle trouve Devlin sympathique et sincère. Roger lui demande de quitter Collinwood et de partir tant qu'elle le peut car si elle reste, elle sera témoin d'un drame. Les deux sont interrompus par Carolyn qui est venue chercher Roger pour retrouver sa mère au salon. Mais avant d'aller la voir, Roger téléphone au studio de sam. C'est Maggie qui répond à l'appel. Elle reconnaît immédiatement la voix de Roger Collins et fait le rapprochement du changement d'attitude de son père avec le retour de Devlin et le fait que Roger soit toujours aux alentours pour lui parler. Sam raccroche puis le téléphone sonne à nouveau. Maggie tente de le prendre mais Sam la prend de vitesse et décroche l'appareil. Au manoir, Roger est sur le point de partir voir Sam quand Carolyn lui annonce que Devlin est au salon avec Elizabeth. Son premier réflexe est de fuir puis il prend son courage à deux mains et prend la poignée de la porte.
Sur les conseils de Carolyn, Victoria rend visite à Matthew Morgan, le contremaître de Collinwood. L'homme qui habite la région depuis des années connaît parfaitement la famille Collins et sera le plus à même de lui donner des informations sur le passé de Roger Collins. L'homme très méfiant lui demande si Madame Stoddard est au courant de sa visite. La jeune femme lui ment en répondant que oui. Au cours de la discussion, Victoria veut savoir s'il existe un lien entre Bangor et les Collins. L'homme lui répond que le seul lien existant était le procès de Devlin, condamné à la prison pour meurtre. Mais s'y rendre ne lui servira à rien, il lui conseille plutôt de se rendre à Augusta là ou Roger et sa femme ont vécu avant que Roger ne revienne à Collinwood.
Au manoir, Roger, Elizabeth et Burke se parlent à coeur ouvert et finalement Roger accepte que Burke soit revenu pour faire une visite à ses proches amis. En apparence tout du moins, il restera quand même sur ses gardes jusqu'à ce que devlin prenne le train. Devlin lui demande de venir le voir au Blue Whale dans deux heures : il aurait une affaire à lui proposer. Morgan reçoit un appel d'Elizabeth afin de revenir au manoir s'occuper de la cheminée. L'homme lui répond qu'il viendra après avoir fini de parler à Victoria. La châtelaine lui répond qu'elle ignorait sa visite. L'homme se met en colère et chasse Victoria. En sortant, elle remarque que Devlin se trouve près de la voiture de Roger dans le garage. L'homme a dans sa main une clé à molette qu'il dit avoir vu sur le capot, laissé par quelqu'un. Victoria lui demande de partir. De retour au manoir, elle demande à Elizabeth si Roger compte utiliser sa voiture. La dame lui répond qu'elle l'ignore.
David essaye de cacher un fusible en sa possession dans les affaires de Victoria mais quand cette dernière revient à sa chambre, il est pris en flagrant délit. Il lui cache l'objet derrière son dos. Croyant que l'enfant lui a volé quelque chose, Victoria l'oblige à lui rendre ce qu'il a pris. Il s'enfuit et s'enferme dans sa chambre. Elle le menace d'appeler son père s'il refuse de lui ouvrir. David lui ouvre et lui jure qu'il n'a rien pris et pour ce faire pardonner lui offre un cadeau : un coquillage pris sur la plage. Pendant ce temps, Carolyn est invitée par Joe à aller au cinéma. Alors qu'elle se change, le jeune homme arrive et sympathise avec Victoria. Les deux amoureux partent en ville alors que l'orage gronde.
Alors que Victoria va voir discrètement à la porte de David s'il va bien, elle se retourne et constate que la porte au bout du couloir s'est ouverte toute seule et s'est refermée aussitôt. Croyant à une blague de David, elle tape à la porte et lui crie après mais l'enfant derrière elle l'informe que la pièce est fermée depuis plus de cinquante ans et n'a jamais été ouverte. Il lui confirme que le manoir est hanté par des fantômes. Il demande ensuite si la jeune femme aime son père et si ce dernier sortira en voiture, ce qu'elle répond par l'affirmative. Au Blue Whale, Joe et Carolyn sont rejoints à table par Burke Devlin. La jeune femme semble folle de joie, ce qui ne ravit pas son fiancé.
Victoria a une conversation avec David au sujet de son père. L'enfant avoue qu'il souhaiterait qu'il meurt mais la jeune femme parvient à le faire changer d'avis en lui démontrant qu'en repoussant les autres, il ne fait du mal qu'à lui-même. Elle lui demande de lui donner une chance de le connaître un peu mieux. L'enfant va voir son père et tente de lui parler mais Roger, trop pressé, l'envoie dormir. La tension au manoir devient palpable et Elizabeth a le sentiment que quelque chose va arriver. Elle demande à Roger de rester à Collinwood mais il veut en finir avec Devlin et la seule solution est d'aller au rendez-voue au Blue Whale.

### Épisodes 16 à 20
- États-Unis : 18 juillet 1966 au 22 juillet 1966 sur ABC

- George Mitchell (Matthew Morgan)
- Frank Schofield (Bill Malloy)
- Fred Stewart (Docteur Reeves)

Elizabeth a des nouvelles de son frère : il n'est que légèrement blessé. Le rapport de la police mentionne que les freins ont été sabotés. La châtelaine convoque Matthew Morgan, l'intendant qui est responsable de la bonne tenue des véhicules du domaine. Il confirme que la voiture a été vérifiée dernièrement et que rien d'anormal n'avait été trouvé, qu'elle fonctionnait parfaitement. Au Blue Whale, Devlin attend toujours Rogers avec Carolyn et Joe. Les deux jeunes gens se disputent et Joe part de la taverne.
Au manoir, Victoria raconte que Carolyn est aussi allé au Blue Whale et non au cinéma où elle devait se rendre avec son fiancé. Elizabeth est furieuse et inquiète pour sa fille. Alors qu'elle essaye de faire bonne figure, les reporters au courant de l'accident de Roger ne cessent d'appeler Collinwood pour avoir des informations sur l'accident. Finalement, Burke et Carolyn partent du Blue Whale à la recherche de Joe et Roger.
Elizabeth réveille David en train de faire un cauchemar et criant <<Je ne l'ai pas tué, je ne l'ai pas tué !>>. L'enfant est affolé et ne cesse d'avoir une conversation morbide au sujet de sa tante et du père de cette dernière. Pendant ce temps, au cabinet du Docteur Reeves, le médecin de Collins Port, Roger se remet de ses blessures. Le médecin ne peut d'ailleurs pas s'empêcher de faire un rapport entre son accident et ce qui s'est passé il y a dix ans avec Burke Devlin. Bill Malloy qui est allé voir la voiture chez le garagiste fait son rapport à Roger. La pièce sabotée était un fusible enlevé du mécanisme d'ignition du véhicule : le même que David possède en cachette.
De retour au manoir, Roger apprend de sa sœur que Victoria a aperçu Devlin peu avant son accident dans le garage du domaine. Roger a maintenant un témoin que Devlin voulait sa mort et compte bien utiliser cet avantage pour arrêter son ennemi. Alors qu'il monte se coucher, David qui était caché attend la suite avec curiosité.
Le comportement de plus ne plus bizarre de David intrigue Victoria qui est réveillée en pleine nuit par Roger qui désire lui parler dans le salon. Avant qu'elle n'aille le voir, David une fois de plus la questionne sur l'accident et sur le fait de savoir ce qu'elle ferait si elle connaissait l'identité du saboteur. Elle lui répond qu'elle le dénoncerait à la police. L'enfant énervé retourne dans sa chambre laissant Victoria avec son père.
Roger interroge Victoria sur ce qu'elle a vu au garage du domaine. Elle lui répond qu'elle a trouvé Devlin près de la voiture avec une clé à molette. Mais ce détail, elle ne l'avait pas révélée avant de savoir que le fusible manquant aurait pu être retiré facilement, même par un enfant à l'aide d'un outil quelconque, même une clé à molette. Roger téléphone à l'hôtel pour parler à Burke mais il est absent. Il décide d'aller le voir avec Victoria. La jeune femme qui est montée s'habiller laisse David seul dans sa chambre. Ce dernier cache soigneusement le fusible dans sa commode.
Bill Malloy recherche Carolyn Stoddard et Joe Haskell dans Collins Port. Alors qu'il se rend au Blue Whale, il rencontre Sam Evans et prend un verre avec lui. L'homme demande s'il y a des nouvelles en ville, Bill lui avoue que Roger a failli mourir dans un accident de voiture. Sam commence à s'énerver et pose des questions pour savoir si Burke Devlin y serait mêlé. Sam lui raconte que Devlin et Carolyn sont restés un long moment dans sa chambre à l'hôtel et qu'ils sont sortis la main dans la main. Malloy qui déteste les potins, spécialement sur la famille Collins, ne veut rien savoir et part téléphoner. Au restaurant de l'hôtel, Joe et Carolyn ont une dispute. Le jeune homme n'en peut plus de l'attitude de sa fiancée vis-à-vis des étrangers et veut une relation stable. Au même moment, Sam entre et les aperçoit.
Elizabeth reçoit un appel de Bill l'informant que Carolyn et Joe seront bientôt de retour au manoir. Au restaurant, Malloy retrouve à nouveau Sam. Ce dernier tient à s'excuser de son attitude. Malloy lui rappelle qu'il connaissait très bien Devlin avant qu'il ne fasse de la prison et en plaisantant argumente qu'il sera peut être le prochain sur la liste mais Sam ne rit pas et devient paranoïaque en disant qu'il ne voit pas pourquoi on lui en voudrait. À Collinwood, Joe ramène Carolyn et sa mère lui confie que Burke a été condamné pour meurtre il y a dix ans et que Roger était l'un des principaux témoins à la barre. L'homme avait juré de se venger. Lorsque Carolyn monte voir son oncle, il n'est pas dans sa chambre et la voiture n'est pas dans le garage. A nouveau Elizabeth et Carolyn s'inquiètent sur le sort de Roger.
Roger et Victoria arrivent à l'hôtel. L'homme laisse la jeune femme au restaurant alors qu'il monte voir Burke. Sam qui est présent discute avec la jeune femme. Il essaye de la faire parler de l'accident mais elle n'a pas confiance et ne révèle que très peu de choses. A l'étage, Roger a une vive explication avec Burke qu'il accuse d'avoir trafiqué les freins. Il nie avoir fait quoi que ce soit. Roger appelle la réception pour faire monter Victoria. Pendant ce temps, Sam est rentré chez lui voir sa fille Maggie qui s'est absentée du travail pour une douleur à la tête.

### Épisodes 21 à 25
- États-Unis : 25 juillet 1966 au 29 juillet 1966 sur ABC

- Frank Schofield (Bill Malloy)
- Michael Currie (en) (Shériff Jonas Carter)

Au manoir, Carolyn et Victoria ont une discussion au sujet de Devlin et bien que tout l'accuse, les jeunes femmes persistent à penser qu'il est innocent. Victoria reçoit un câble de la part de Madame Hopewell l'informant que le détective privé Wilbur Strake a posé des questions sur la famille Collins et sur le fait qu'Elizabeth ait engagée une inconnue pour s'occuper de son neveu de neuf ans l'amène à penser que la châtelaine cache autre chose de plus important. La dame arrête court la discussion et part.
À l'hôtel, Devlin reçoit la visite de Malloy qui est au courant que Strake travaillait pour lui. Ce dernier ne s'en cache pas et avoue même que son travail était tout à fait légal puisque c'est un homme d'affaires et qu'il l'a embauché dans un seul but : avoir des informations sur les entreprises de Collins Port, y compris les affaires florissantes des Collins.
Burke rend visite à Sam mais ce dernier est absent. Il est reçu par Maggie qui lui offre un café. Ils discutent sur le passé de Devlin et ce qui l'amène à Collins Port. L'homme parle de la tentative de meurtre sur Roger Collins, ce qui a pour effet de laisser perdre ses moyens à la jeune femme. Devlin sent que Maggie cache quelque chose. Pendant ce temps, à l'hôtel, Sam prend son petit déjeuner avec Roger. Les deux parlent d'un évènement qui s'est déroulé il y a dix ans impliquant un mort et un secret les liant. Roger annonce aussi qu'il a prévenu la police. De retour chez lui, Sam apprend que Burke veut un portrait peint de lui conforme à ceux qui se trouvent à Collinwood.
Au manoir, Carolyn tente de persuader son oncle que Devlin n'est peut-être pas le responsable de l'accident mais en vain car un adjoint de la police est en route pour le domaine et qu'il compte bien accuser l'homme mais aussi le faire incarcérer au plus vite. Chez Sam, Devlin annonce qu'il a changé d'avis et qu'il compte finalement rester à Collins Port.
L'officier Jonas Carter arrive au manoir Collinwood et commence son enquête sur la tentative d'assassinat sur Roger Collins. Il auditionne Victoria et va sur le lieu de sabotage avec Roger et la jeune femme. Ils trouvent l'outil qui a servi à dévisser la valve avec les empreintes du saboteur. De retour du garage, David qui est présent touche l'objet avec ses mains. Roger, furieux, lui demande pourquoi il a fait cette bêtise mais Victoria sent que ce n'était pas un accident, il l'a fait exprès. carter repart donc avec l'objet pour le faire analyser.
À l'hôtel, Carolyn de retour de shopping déjeune avec Joe Haskell. Elle apprend par Maggie que Burke Devlin à demander à son père de lui faire un portrait. Il a donc menti sur son départ. L'homme qui vient prendre son déjeuner lui avoue qu'il a changé ses plans et qu'il ne compte plus partir. Joe de son côté a décidé de s'associer avec un ami, Jeff, pêcheur comme lui. Ils vont acheter un bateau et se partageront les bénéfices. L'officier Carter arrive juste à temps pour voir Devlin. Il lui annonce que le laboratoire a trouvé ses empreintes sur la clé. Devlin se défend d'avoir voulu tuer Roger et réussi à convaincre Jonas qu'il n'y est pour rien. Le témoignage de Carolyn va en ce sens. Le policier repart tout en prévenant Burke qu'il le surveillera. Devlin reçoit un appel d'un homme qu'il rencontrera à Bangor. Ce dernier doit amener quelque chose pour Devlin dont il a fortement besoin en secret.

### Épisodes 26 à 30
- États-Unis : 1er août 1966 au 5 août 1966 sur ABC

- Michael Currie (en) (Shériff Jonas Carter)
- Barnard Hughes (Stuart Bronson)

Victoria qui a trouvé la valve du moteur demande à David pour quelle raison il a essayé de tuer son père. L'enfant nie et dit avoir trouvé par hasard l'objet. Pendant ce temps, Roger Collins fait pression sur l'agent Carter pour perquisitionner la chambre de Devlin. Ce dernier finalement obtient un mandat pour faire une fouille. David sur le point de s'enfuir est arrêter par Elizabeth. L'enfant lui dit que sa préceptrice a essayé de lui faire du mal et qu'elle ne cherche qu'à lui faire du tort. Victoria qui est descendue au salon parle avec la châtelaine et lui confesse la terrible vérité. Elizabeth qui ne la croit pas demande à voir l'objet. Les deux femmes de retour dans la chambre de Victoria viennent chercher la valve qu'elle avait confisquée à David et caché dans son bureau à clé. Mais l'outil a disparu.
Au Bangor Pine Hotel, Burke Devlin a un rendez-vous secret avec Stuart Bronson. L'homme a fait un état des lieux sur les possessions des Collins à Collins Port. Devlin veut que les transactions financières concernant la famille demeurent secrètes. Mais un dossier sur la compagnie concurrente des Collins manque à l'appel. Au manoir, Carolyn est revenue et apprend que David serait mêler à la tentative de meurtre de son père. Elle et Victoria le cherchent partout avec l'aide d'Elizabeth. Carolyn retrouve le cadeau que David avait auparavant fait à Victoria : un magazine de mécanique expliquant comment démonter un moteur. A Bangor, Devlin reçoit un coup de téléphone annonçant la perquisition de sa chambre. On lui annonce aussi la visite d'un enfant de neuf ans.
De retour à Collins Port, Devlin vient menacer l'agent Carter d'arrêter de fouiller dans son passé et ses affaires à New York. A l'hôtel, Maggie Evans fait connaissance avec David. Cette dernière l'interroge pour connaitre la raison pour laquelle il veut voir Burke. Roger fait irruption afin de voir son fils mais il a disparu. Devlin au même moment revient au restaurant et les deux ont une altercation verbale. Roger part voir Carter afin de savoir ce qu'il compte faire. L'homme fait une allusion au fait que Devlin est sur le point de trouver quelque chose sur lui. Le policier est intrigué et veut savoir ce que Roger cache mais ce dernier part sans avoir répondu.
Au manoir, Elizabeth est très remontée contre Victoria qu'elle accuse de sa fugue. A l'hôtel, David rend visite à Burke et découvre que l'ennemi de son père n'est pas comme il l'a décrit. Alors que ce dernier a le dos tourné, l'enfant cache la valve dans son sofa. Les deux commencent à partager des souvenirs de leur jeunesse respective. Carolyn qui n'est pas d'accord avec sa mère lui demande d'être indulgente avec Victoria qui ne pensait pas à mal en avouant ce que l'enfant avait fait. La châtelaine qui a reçu entre-temps un appel de Maggie demande à Carolyn d'aller le chercher en ville. Elle s'excuse aussi de son attitude à Victoria. A l'hôtel, Burke demande à David de se laver car il va le ramener chez lui. Il trouve la valve cachée dans le sofa.

### Épisodes 31 à 35
- États-Unis : 8 août 1966 au 12 août 1966 sur ABC

- Frank Schofield (Bill Malloy)
- Michael Currie (en) (Shériff Jonas Carter)